# Mutualism (ekonomi)
Mutualism är en ekonomisk och anarkistisk teori som utvecklades under 1800-talet. Pierre-Joseph Proudhon betraktas som teorins upphovsman. Grunden för det ekonomiska systemet som mutualismen förespråkar är en ömsesidig kreditbank, vilken möjliggör lån till producenter till ingen eller låg ränta. Ränteinkomster ser de som orättfärdiga eftersom de menar att dessa inte härrör från arbete. Mutualismen är också emot immateriell äganderätt, ekonomiska privilegier och konkurrenshämmande monopol. Individualanarkismens ekonomiska system anses vara mutualism. Mutualism i dag representeras främst av alternativa valutor såsom Lets.

## Räntekritiken
Proudhon var kritisk till kapitalinkomster och ränteinkomster, men han var emot ett uttryckligt förbud.